# Tropidion pictipenne
Tropidion pictipenne là một loài bọ cánh cứng trong họ Cerambycidae.